# Heptasteornis
{{#ifeq:0|0|{{#if:|{{#if:Heptasteornisandrewsi|[[]}}|}}}}
Heptasteornis — потенційно сумнівний рід динозаврів пізньої крейди. Типовим (і єдиним відомим) видом є Heptasteornis andrewsi, описаний як імовірно гігантська доісторична сова в 1975 році. Раніше він був включений до Elopteryx nopcsai, і справді вважалося, що голотипи обох походять від однієї особини, як вони були виявлені, і спочатку було присвоєно однаковий номер зразка. Однак це, здається, помилка (див. нижче).
Спочатку матеріал обмежувався лише двома зламаними дистальними кістками гомілки, BMNH A4359 і A1528. Таксономічний статус і систематичне розташування цих кісток викликали багато суперечок, і їх часто вважали молодшими синонімами Bradycneme або Elopteryx. Враховуючи фрагментарну природу скам'янілостей, мало що можна було розгадати, і багато хто вважав (і все ще вважає) Heptasteornis nomen dubium.
Однак нещодавно кістки були переоцінені як альваресзаврид, перший відомий в Європі, і ця теорія, спочатку запропонована в 1988 році, з тих пір витримала подальшу перевірку. Bradycneme та Elopteryx з іншого боку, здається, є більш просунутими манірапторовими тероподами.